# Matelda

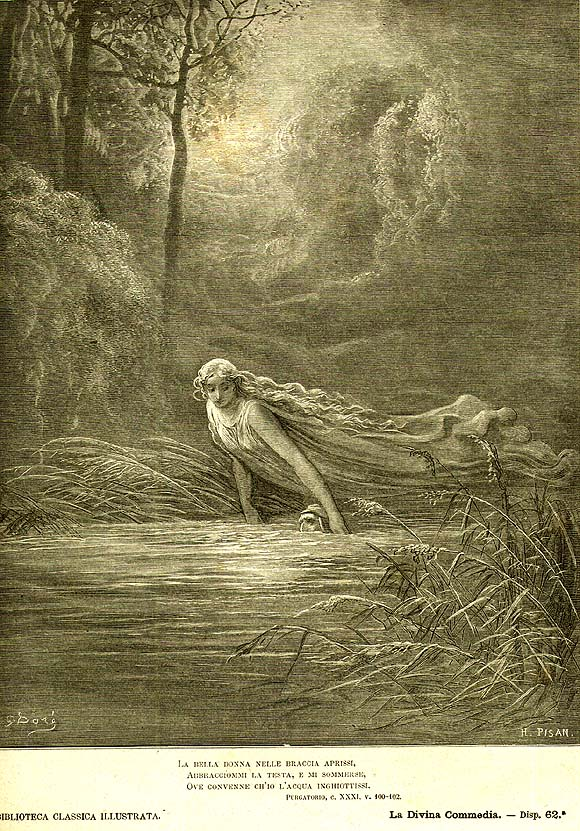
Matelda in un'illustrazione di Gustave Doré per il Purgatorio

Matelda (Matilde) è un personaggio della Divina Commedia di Dante Alighieri.
Matelda è protagonista degli ultimi cinque canti del Purgatorio: il suo nome verrà fatto soltanto in quello conclusivo. È la donna che il poeta incontra nel Paradiso Terrestre prima di Beatrice. Caratterizzata da una bellezza assoluta, sia nell'aspetto sia nei gesti, simboleggia la condizione umana prima del peccato originale.
Gli studiosi della Divina Commedia sono concordi nel dichiarare Matelda una donna storicamente vissuta. Alcuni ritengono si tratti di Matilde di Canossa, altri propendono per Mechthild von Hackeborn o la nobildonna Matelda Nazarei di Matelica, che si fece suora di clausura ed è meglio conosciuta come la beata Mattia Nazarei che Dante avrebbe potuto conoscere nei suoi viaggi attraverso l'attuale regione Marche, la cui esatta conoscenza geografica da parte del Poeta è indizio che fu approfonditamente visitata.
Sarà Matelda a immergere Dante nelle acque dei due fiumi Lete ed Eunoè, rito indispensabile prima dell'ascesa al Paradiso Celeste. Scrive il critico Umberto Bosco che Matelda, dunque, è "un'idea figurata alla quale il poeta ha dato un nome al quale non sappiamo che valore attribuire.[...] Se il Paradiso Terrestre è la felicità umana, illogico che Matelda impersoni la stessa felicità: più precisamente è la figura dell'essere felice qual era l'uomo prima del peccato [...]". lei battezza Dante con l'acqua della verità, completa la sapienza della Ragione umana (Virgilio) e anticipa la Rivelazione e la Teologia (Beatrice).